# Плау Лейн
«Плау Лейн» (англ. Plough Lane) — футбольный стадион, расположенный в лондонском районе Уимблдон, с ноября 2020 года — домашняя арена одноименной команды, выступающей в Лиге 1. Ныне вмещает 9300 человек.

## История арены
Оригинальный «Уимблдон» выступал на старом стадионе «Плау Лейн» в период с 1912 по 1991 годы.
Позже команда делила арену «Селхерст Парк» с клубом «Кристал Пэлас», намереваясь затем переехать на новый стадион, поскольку «Плау Лейн» не соответствовал принятым стандартам безопасности и комфорта болельщиков и игроков.
Однако поиски места под постройку нового поля так и не увенчались успехом, а в 2003 году коллектив и вовсе сменил название на «МК Донс» и переехал за 90 км от Лондона, в город Милтон — Кинс.
Новый клуб, основанный годом ранее группой недовольных ребрендингом болельщиков, первоначально делил стадион «Кингсмедоу» с полупрофессиональной командой «Кингстониан».
В 2020 году «АФК Уимблдон» запланировал возведение собственной обновленной арены, заказав выполнение работ у компании «Buckingham Group» Проект новой арены был единогласно одобрен Советом Мертона 10 декабря 2015 года.
Расчистка земли для строительства новой арены стартовала 16 марта 2018 года. Торжественная церемония открытия «Плау Лейн» по началу была запланирована на лето 2019 года, однако состоялась лишь 3 ноября 2020. В своем дебютном матче на новой арене «Уимблдон» принимал «Донкастер Роверс» (2:2).
Автором первого гола на стадионе стал на 18 — й минуте встрече игрок хозяев Джо Пиготт.
25 марта 2021 года на территории «Плау Лейн» был открыт пункт вакцинации от COVID-19, первыми привились фанаты клуба.
Первой игрой со зрителями на трибунах стала ничья «Уимблдона» с коллективом «Болтон Уондерерс» 14 августа 2021 года (3:3).